# بوريس جورجييف
بوريس جورجييف (بالبلغارية: Борис Георгиев)‏ (مواليد 5 ديسمبر 1982) هو ملاكم بلغاري، مثّل بلاده في الألعاب الأولمبية الصيفية في دورتي 2004 و2008.

## روابط خارجية
بوريس جورجييف على موقع بوكس ريك (الإنجليزية) (registration required)
- بوريس جورجييف على موقع أوليمبيديا (الإنجليزية)